# San Gimignano
San Gimignano é uma comuna italiana da região da Toscana, província de Siena, com cerca de 7 105 habitantes. Estende-se por uma área de 138 km², tendo uma densidade populacional de 51 hab/km². Faz fronteira com Barberino Val d'Elsa (FI), Certaldo (FI), Colle di Val d'Elsa, Gambassi Terme (FI), Poggibonsi, Volterra (PI).
A parte histórica da cidade, conhecida como San Gimignano delle belle Torri, foi um importante ponto para as peregrinações até Roma pela Via Francigena. As famílias de patrícios que controlavam a cidade construíram cerca de 72 torres-casa (algumas atingem 50 m de altura) como símbolo do seu poder e riqueza. Embora hoje só existam 14 de tais estruturas, San Gimignano mantém a atmosfera feudal e é muito procurada pelos turistas. A pequena localidade contém muitas obras de arte datadas dos séculos XIV e XV.

## Museu
O Museu SanGimignano1300  está instalado hoje em salas que um dia foram os palácios Gamucci e Ficarelli e apresenta 10 galerias expositivas, sendo que em uma delas encontra-se uma importante reconstrução da Cidade como existiu no período medieval.

## Galeria

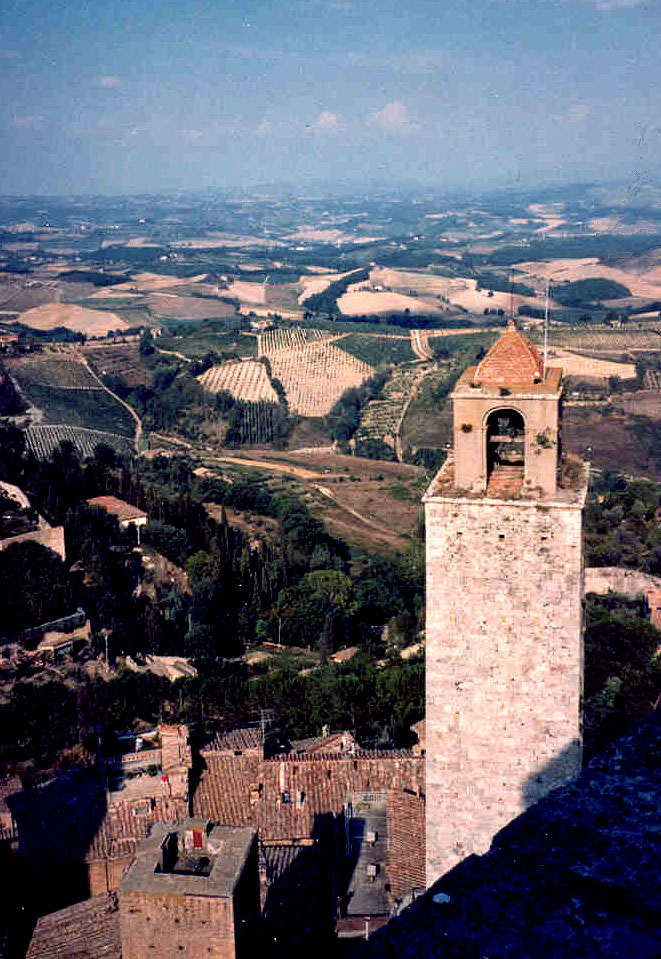
Vista de uma das torres
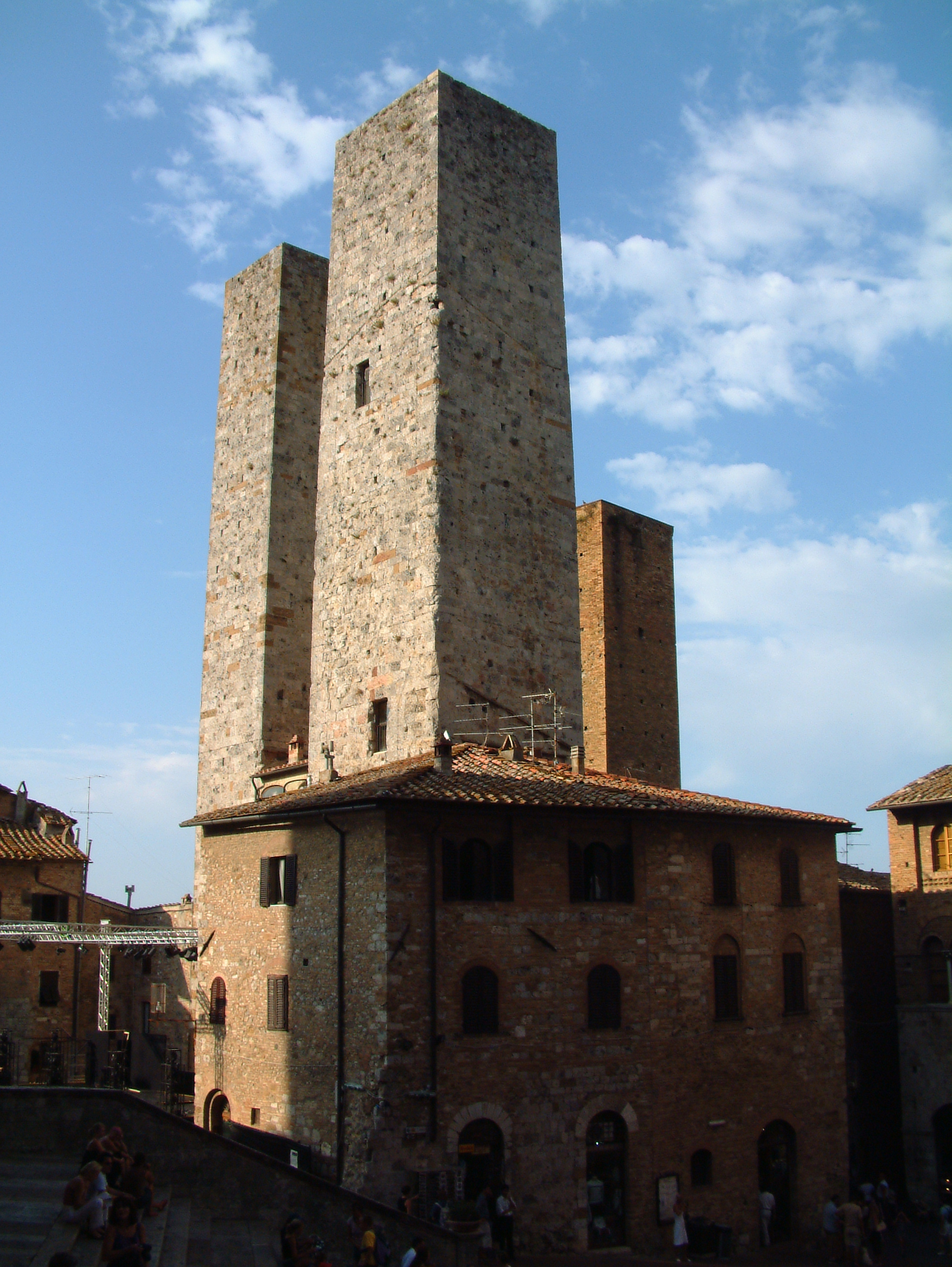
Duas das torres
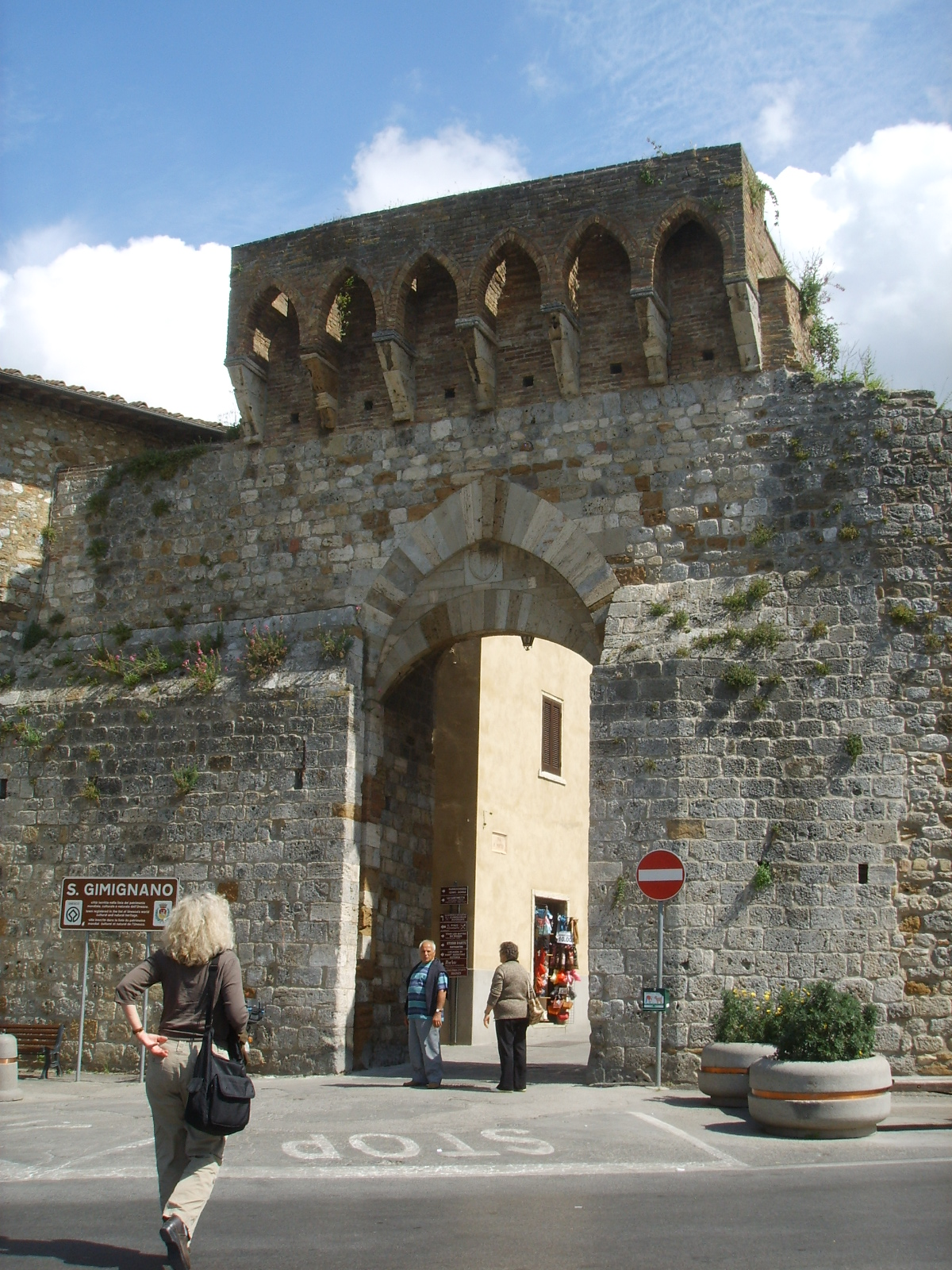
Porta de San Matteo
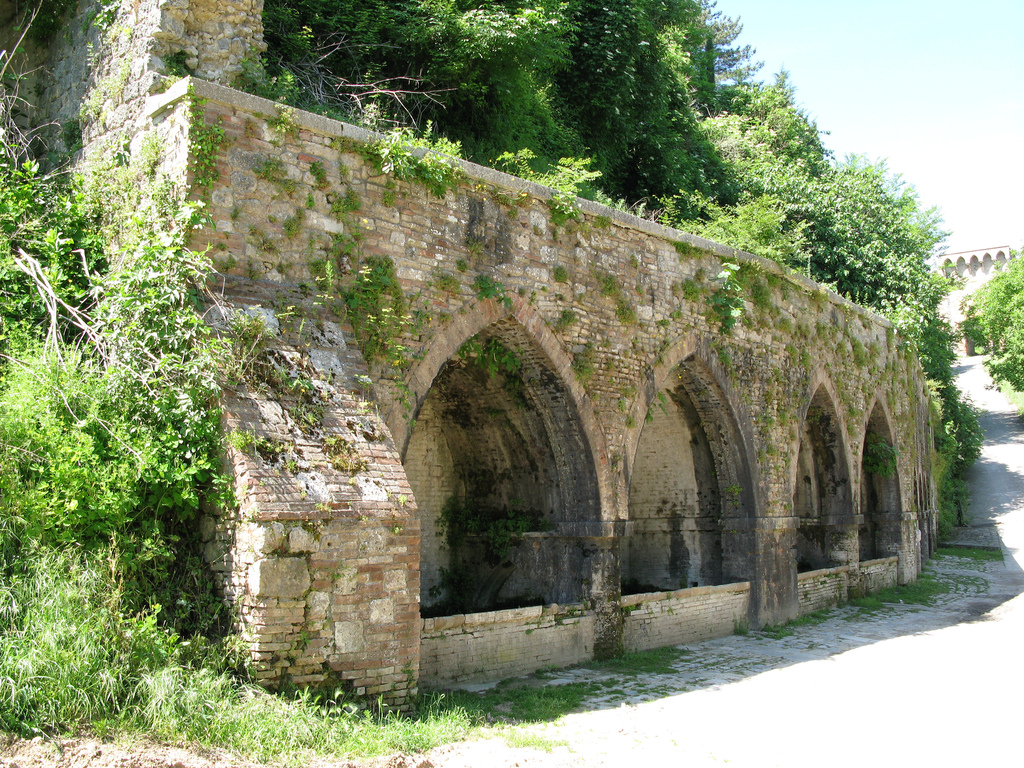
Fontes medievais
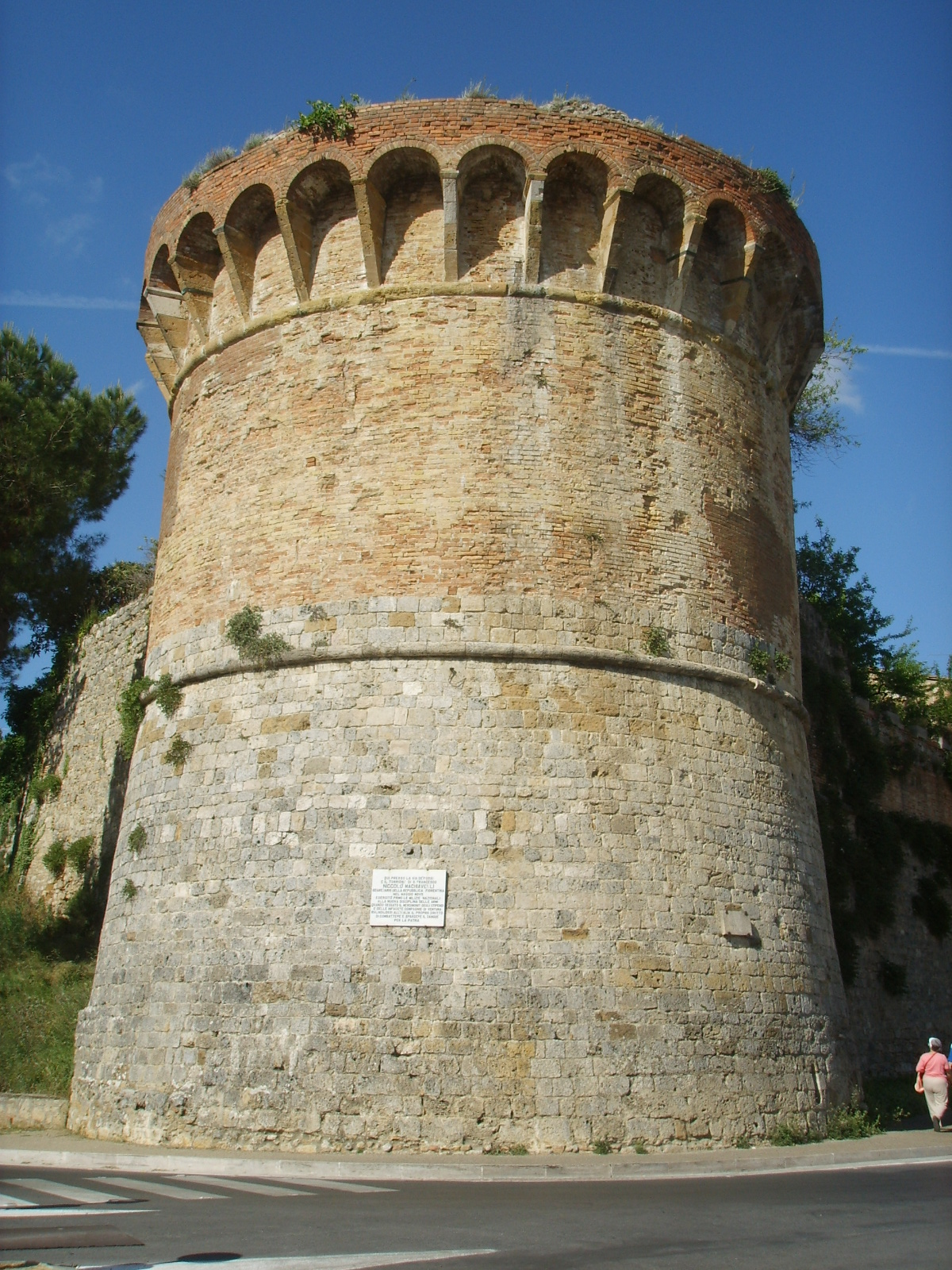
Muralhas
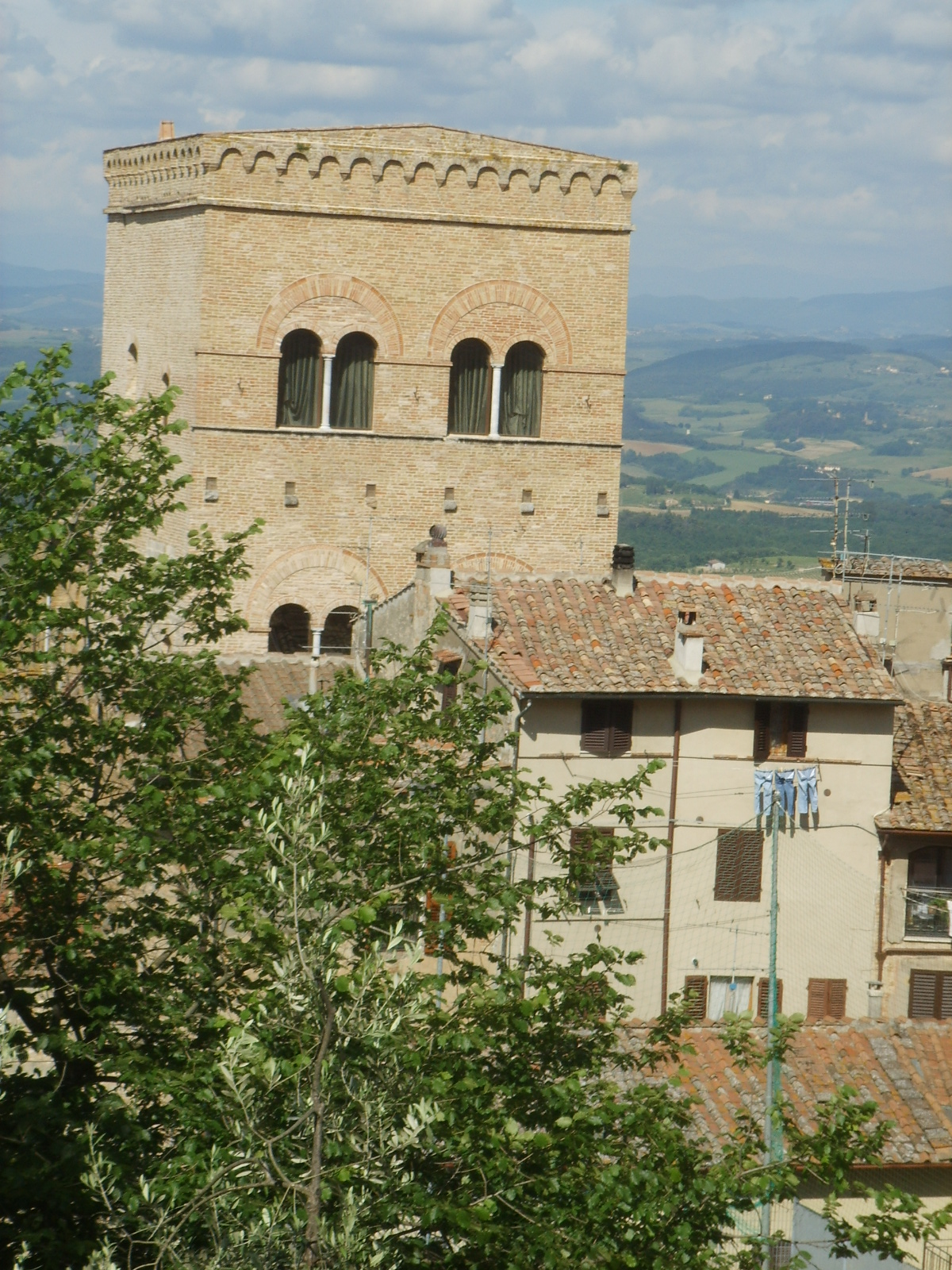
Uma casa-torre
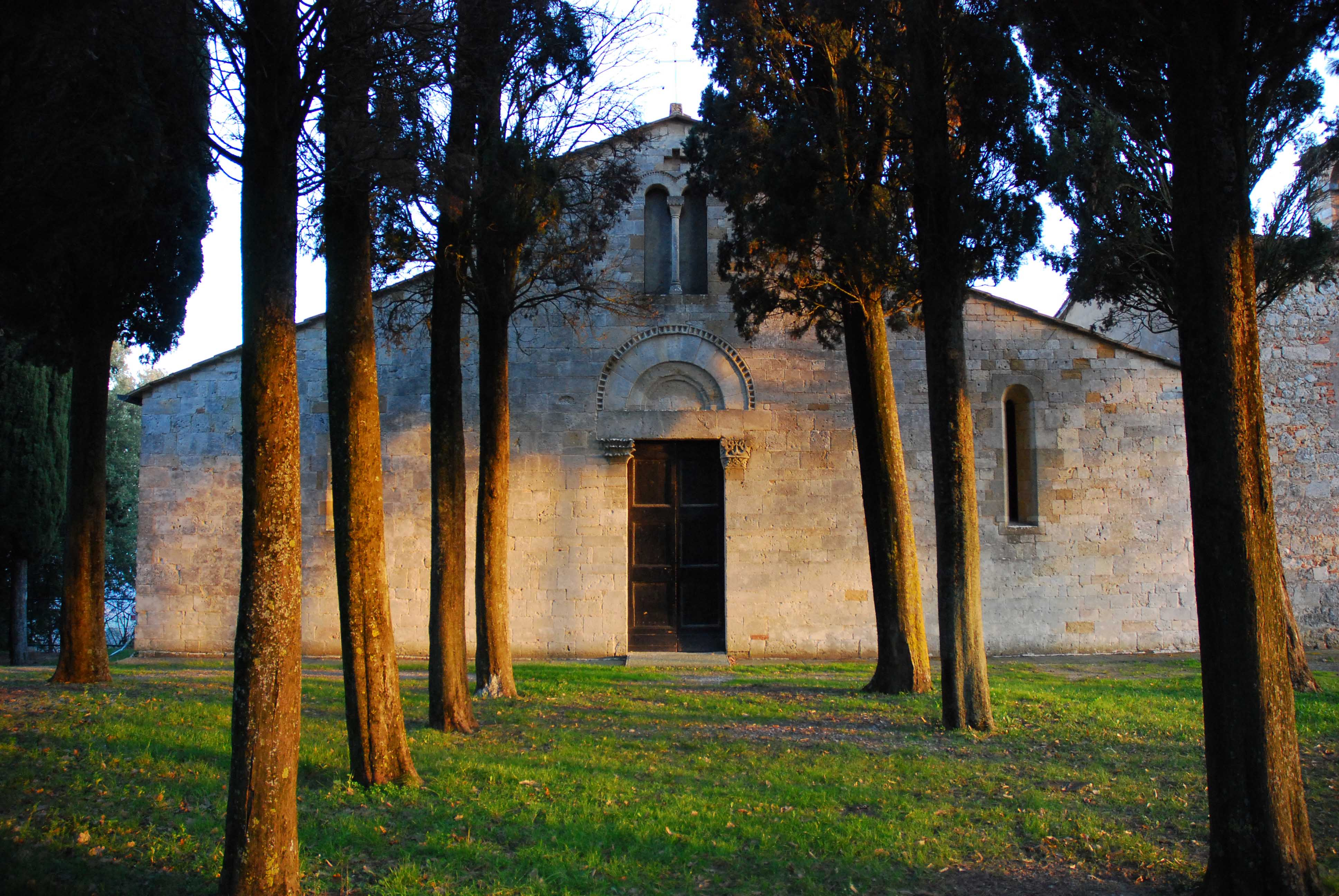
A Pieve di Cèllole
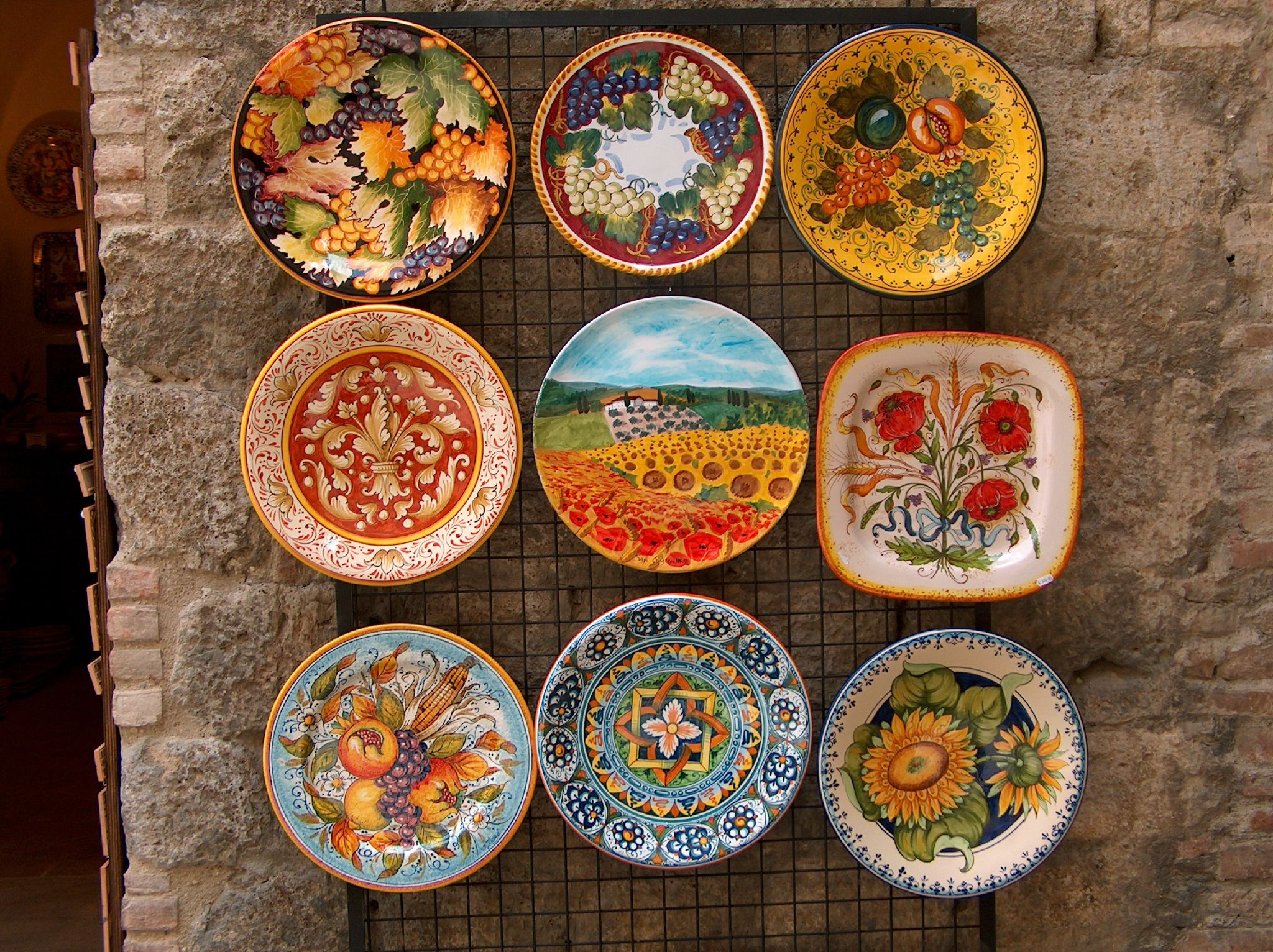
Cerâmica tradicional
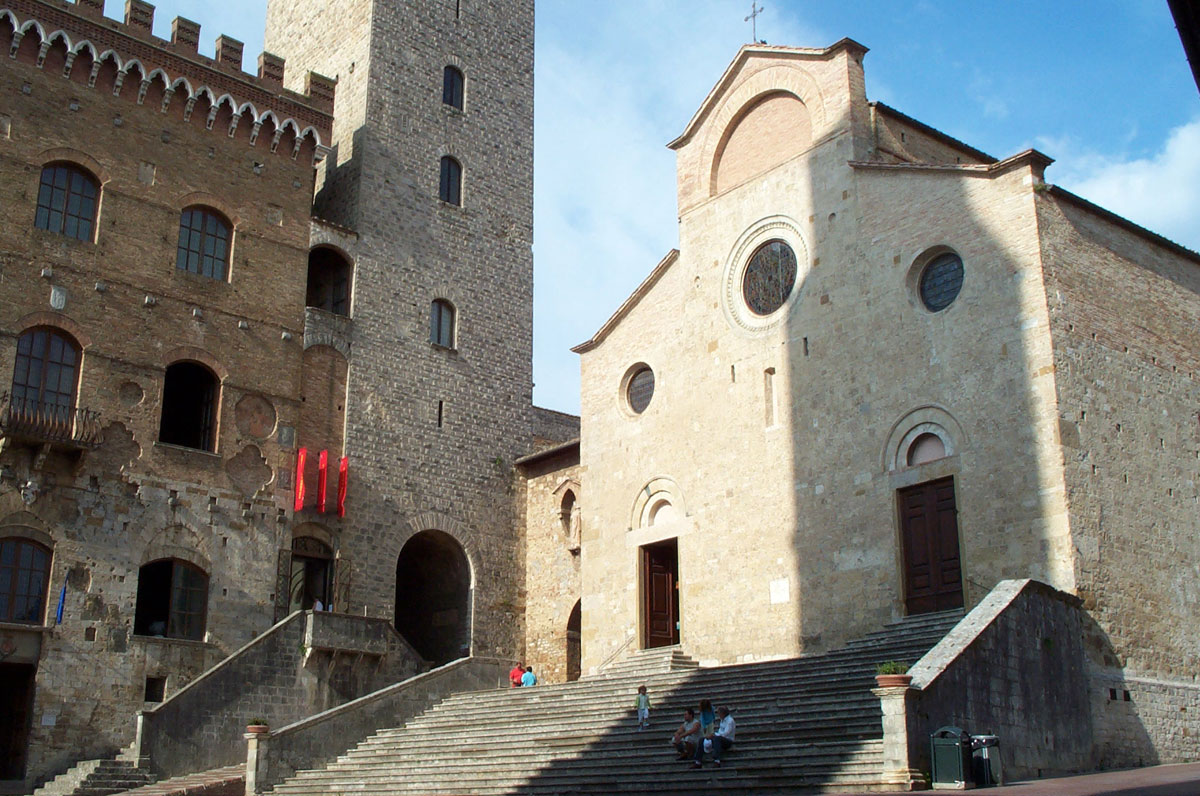
Igreja da Colegiata, famosa pelos frescos
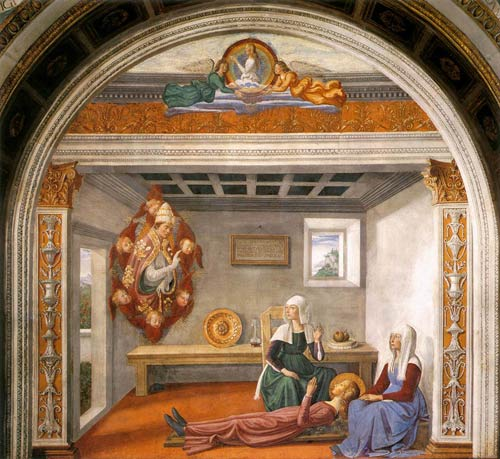
Fresco de Santa Fina
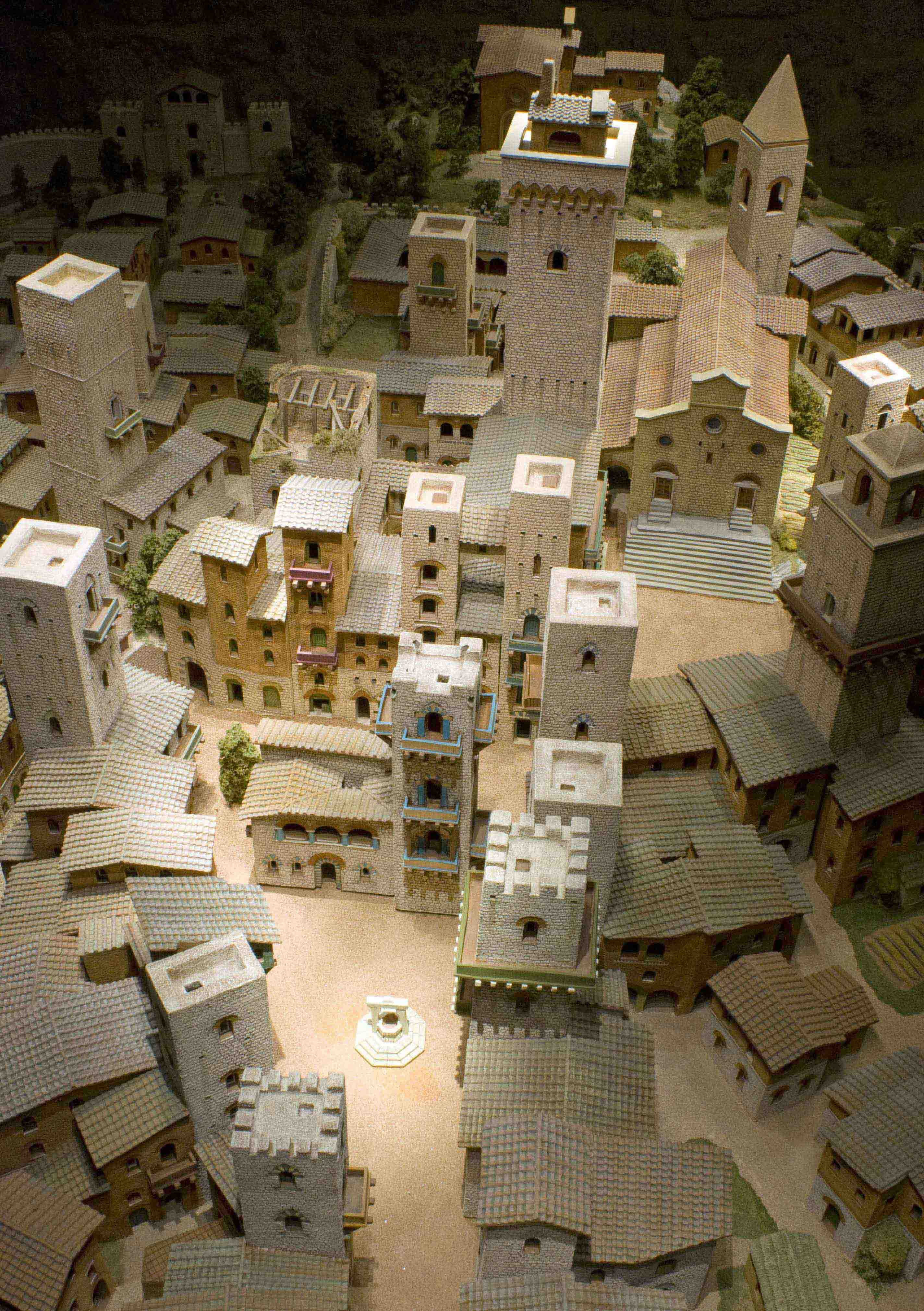
San Gimignano 1300
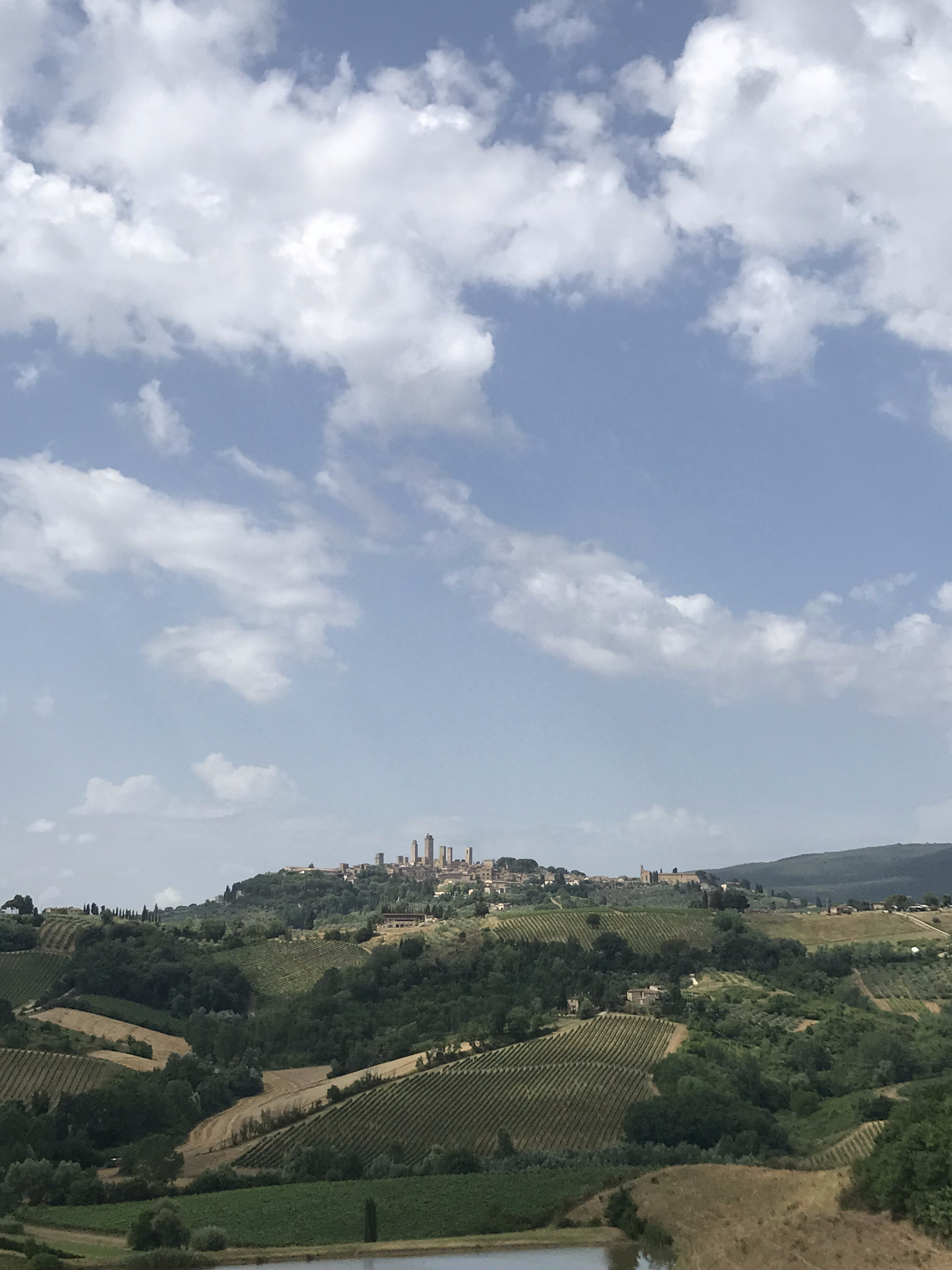
Famosas torres vistas no horizonte